# Yume Nikki
Ne doit pas être confondu avec Mirai nikki.
Yume Nikki (ゆめにっき, lit. « Journal des Rêves ») est un jeu vidéo indépendant créé par Kikiyama. Le jeu a été créé avec RPG Maker, mais il ne possède que quelques éléments du jeu vidéo de rôle,,.
La dernière version en date de ce jeu est la version 0.10, sortie en octobre 2007.
Le joueur y explore les rêves de Madotsuki, dans lesquels des choses surréalistes se trouvent, surprenantes et parfois perturbantes.
Un projet multi-support « Project Yume Nikki » voit le jour entre 2013 et 2014, composé d'un album, de plusieurs fangames et autres merchandising. Les plus célèbres sont  Yume 2kki et la chanson Vocaloid Yume Nikki no Tame no Waltz (ゆめにっきのためのワルツ, « Une Valse pour un Journal des Rêves ») fait par Machigerita en avril 2013. Un manga en ligne est publié gratuitement sur le site Manga Life Win+ depuis le 20 mai 2013, et le light novel Yume Nikki: Anata no Yume ni Watashi wa Inai (ゆめにっき —あなたの夢に私はいない—, « Yume Nikki : Dans ton Rêve, je ne suis pas »), écrit par Akira sort  au Japon le 1er septembre 2013.
Par la suite, plusieurs fangames basés sur le même principe que Yume Nikki ont vu le jour, les plus connus étant .flow (dotflow), Yume 2kki, LcdDem, et Yume Nisshi.
Le jeu dispose d'une refonte 3D officielle, Yume Nikki : Dream Diary, paru le 23 février 2018 sous licence commerciale, suivi d'un portage sur Nintendo Switch le 21 février 2019. Cette nouvelle version dispose d'un modèle 3D de Madotsuki et a été réalisée avec l'autorisation, la coopération et la supervision du créateur original. Il contient un tout nouveau système de jeu, il existe à présent 7 portes et dans chacune de ces portes, contrairement au Yume Nikki original, des monstres gardent le système des clés.

## Système de jeu
Le jeu commence dans la chambre de Madotsuki, une jeune fille qui ne peut ou ne veut pas sortir de sa chambre. Lorsqu'elle est éveillée, elle peut explorer sa chambre, allumer la télévision, jouer à un jeu rudimentaire sur sa Famicom appelé Nasu (ナス, lit. « aubergine »), aller sur le balcon de sa chambre, aller à son bureau (ce qui fait office de sauvegarde) ou dormir dans son lit. Si le joueur essaie de sortir de sa chambre, Madotsuki refusera catégoriquement. La seule chose à faire est donc de dormir. Ce faisant, on accédera au monde des rêves, là où se déroulera la totalité du jeu. En passant la porte, on accédera d'abord au Nexus, une salle circulaire comportant douze portes menant à douze mondes différents, bouclant tous sur eux-mêmes. Le but du jeu, tel qu'il est présenté dans le didacticiel, est de parcourir ces mondes pour collecter 24 « effets » et de les rassembler dans le Nexus pour déclencher la fin du jeu. Il n'y a aucun combat, aucune manière de perdre ou de mourir à proprement parler, et on ne rencontre qu'un seul type de PNJ hostile, les Toriningen (鳥人間, lit. « peuple-oiseau »). Les autres PNJ ne font qu'errer sans prendre en compte votre présence, bien qu'il soit nécessaire d’interagir avec eux pour obtenir les effets nécessaires. Il apparaît donc que cette collecte d'effets n'est avant tout qu'un prétexte, l'objectif réel semblant davantage être l'exploration et, surtout, l'égarement dans ces mondes étranges, puis les sous-mondes secrets auxquels ils mènent. C'est d'ailleurs cette errance qui est récompensée, plus que la collecte des effets en elle-même, par la découverte des nombreux lieux étranges que nous amènera à traverser notre cheminement.